# Kolmogorovrum
Ett Kolmogorovrum eller T0-rum är inom matematik, specifikt topologi, ett topologiskt rum som uppfyller ett visst separationsaxiom.

## Definition
Låt X vara ett topologiskt rum, då X är ett Kolmogorovrum om för alla par av distinkta punkter x och y i X existerar en öppen mängd som innehåller exakt en av punkterna (punkterna är topologiskt urskiljbara).
I allmänhet gäller för två punkter x och y i topologiska rum att:
x och y är separerade {\displaystyle \Rightarrow } x och y är urskiljbara {\displaystyle \Rightarrow } x och y är distinkta.
I ett Kolmogorovrum är sista pilen en ekvivalenspil, två punkter är distinkta om och endast om de är urskiljbara.

## Exempel

### Rum som inte ärT0{\displaystyle T_{0}}
- En mängd med mer än ett element med den triviala topologin, då inga punkter är urskiljbara.
- R2 med öppna mängder som är kartesiska produkter mellan öppna mängder i R och hela R, då punkterna {\displaystyle (a,b)} och {\displaystyle (a,c)} är oskiljbara.

### Rum som ärT0{\displaystyle T_{0}}men inteT1{\displaystyle T_{1}}
Zariskitopologin på spektrumet för en kommutativ ring är alltid {\displaystyle T_{0}} men i regel inte {\displaystyle T_{1}}. I ett T1-rum gäller att varje mängd bestående av en punkt är sluten, i ovan nämnda rum kan det finnas primideal som inte är maximala, vilka inte är slutna i Zariskitopologin.